# Icahn School of Medicine at Mount Sinai
Die Icahn School of Medicine at Mount Sinai ist eine private, staatlich anerkannte Hochschule in New York City mit den Schwerpunkten Humanmedizin und Biologie und ist Teil des Mount Sinai Health Systems.

## Geschichte
Die Gründung erfolgte am 28. Juni 1963 durch das Mount Sinai Hospital in Manhattan, New York. Das dazugehörige Hospital bestand bereits seit 1852. Die ersten Studenten begannen 1968 ihr Studium.

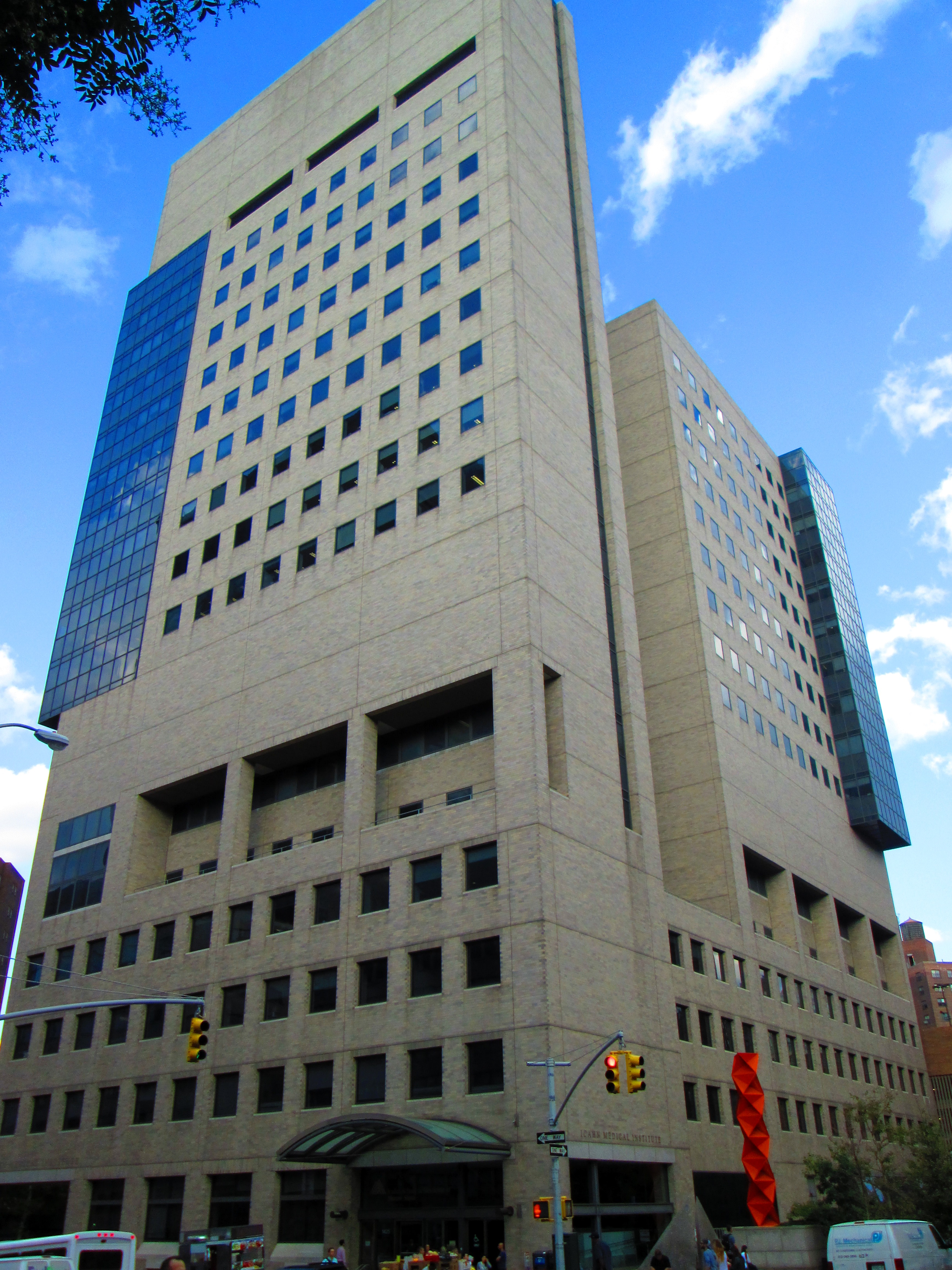
Gebäude des Icahn Medical Institute (2014)

## Studium
Die Hochschule zählt zu den besten Ausbildungsplätzen für Mediziner und Biowissenschaftler in den USA.
Zurzeit wird ihr PhD-Programm als drittbestes bewertet (Survey von Academic Analytics) und das NIH reiht sie hinsichtlich eingeworbener Mittel auf Platz 18.
- Medical Doctor (MD)
- Doktorandenstudium
- Kombiniertes Studium MD/Ph.D.
- Master of Science

## Zahlen zu den Studierenden und den Dozenten
Im Herbst 2021 waren 1.249 Studierende an der Icahn School eingeschrieben. Sie hatten alle schon einen ersten Studienabschluss und waren damit graduates. Von diesen waren 58 % weiblich und 42 % männlich; 22 % bezeichneten sich als asiatisch, 9 % als schwarz/afroamerikanisch, 11 % als Hispanic/Latino, 37 % als weiß und weitere 12 % kamen aus dem Ausland. Es lehrten 4.437 Dozenten an der Universität, davon 3.466 in Vollzeit und 971 in Teilzeit. 2009 waren es 732 Studierende gewesen, 2010 waren es 780.

## Persönlichkeiten
- Solomon Aaron Berson (1918–1972), Nuklearmediziner, Professor
- Alain Carpentier (* 1933), Herzchirurg, Gastprofessur
- Josef Eisinger (* 1924), Biophysiker, Professor
- Florian Krammer (* 1982), Virologe, Professor
- Peter Palese (* 1944), Virologe, Professor
- Rosalyn Yalow (1921–2011), Nuklearmedizinerin, Professorin und Nobelpreisträgerin